# 경산우체국
경산우체국은 경상북도 경산시 전역을 관할하는 경북지방우정청 소속 우체국이다.

## 기본 정보
- 주소: 경상북도 경산시 백자로 130

## 연혁
- 1906년 7월 1일: 경산우체국 개국
- 1950년 1월 12일: 경산우체국으로 승격
- 1971년 12월 16일: 5급(사무관) 관서로 승격
- 1985년 3월 5일: 중방동청사로 개축 이전
- 1994년 1월 14일: 3층 증축
- 2000년 7월 1일: 4급(서기관) 관서로 승격
- 2002년 2월 2일: 경산남부우편취급소를 경산시 삼북동 275-35에서 신교동 60-2로 이전[1]
- 2004년 3월 8일: 현청사로 개축 이전
- 2012년 7월 2일: 하양우체국을 경산하양우체국으로, 자인우체국을 경산자인우체국으로, 진량우체국을 경산진량우체국으로 명칭 변경[2]
- 2014년 1월 1일: 우편구역을 다음과 같이 고시[3]

| 배달국     | 배달구역                                                   | 구역번호                    |
| ---------- | ---------------------------------------------------------- | --------------------------- |
| 경산우체국 | 경산시, 진량읍, 자인면 · 압량면 · 용성면 · 남천면 · 남산면 | 38444 ~ 38482 38485 ~ 38697 |
| 하양우체국 | 하양읍, 와촌면                                             | 38400 ~ 38443 38483 ~ 38484 |

- 2014년 7월 7일: 관할 영남대학교우체국, 경산대구대학교우체국, 대구가톨릭대학교출장소가 우체국 합리화 대상국으로 지정되어 폐국[4]
- 2020년 7월 1일 : 영남대학교우편취급국 위탁계약 해지 및 재설치[5]
- 2020년 9월 1일 : 경산남천우체국이 경산우체국에 통·폐합되어 폐국[6] 및 경산남천우편취급국 신설[7]
- 2021년 3월 1일 : 우편구역을 다음과 같이 고시[8]

| 배달국     | 배달구역                                                   | 구역번호      |
| ---------- | ---------------------------------------------------------- | ------------- |
| 경산우체국 | 경산시, 진량읍, 자인면 · 압량면 · 용성면 · 남천면 · 남산면 | 38439 ~ 38697 |
| 하양우체국 | 하양읍, 와촌면                                             | 38400 ~ 38438 |

## 관할 우체국
| 우체국명                   | 사진 | 주소                                               | 비고                                    |
| -------------------------- | ---- | -------------------------------------------------- | --------------------------------------- |
| 경산가야리우편취급국       |      | 경상북도 경산시 진량읍 봉황길 7(봉회리 45-1)       |                                         |
| 경산계양우편취급국         |      | 경상북도 경산시 원효로32길 10(계양동669-1)         |                                         |
| 경산남부우편취급국         |      | 경상북도 경산시 경안로 76(신교동 70-3)             | 2002년 2월 2일 현위치로 이전            |
| 경산남산우체국             |      | 경상북도 경산시 남산면 하남로 325(산양리 68-1)     |                                         |
| 경산남천우체국             |      | 경상북도 경산시 남천면 남천로 469(삼성리 90-4)     | 2020년 9월 1일 폐국                     |
| 경산남천우편취급국         |      | 경상북도 경산시 남천면 남천로 469 (삼성리 90-4)    | 2020년 9월 1일 신설                     |
| 경산대구대학교우체국       |      | 경상북도 경산시 진량읍 대구대로 201                | 2014년 7월 7일 폐국                     |
| 경산대구대학교우편취급국   |      | 경상북도 경산시 진량읍 대구대로 201(내리리 산15)   |                                         |
| 경산대동우편취급국         |      | 경상북도 경산시 대학로53길 22(대동 134-1)          |                                         |
| 경산서상동우체국           |      | 경상북도 경산시 경안로29길 34 (서상동 6-2)         |                                         |
| 경산압량우체국             |      | 경상북도 경산시 압량읍 부적길 35-4(부적리 471-3)   |                                         |
| 경산옥곡동우체국           |      | 경상북도 경산시 경산로 55(옥곡동 823-7)            |                                         |
| 경산옥산동우체국           |      | 경상북도 경산시 성암로5길 4(옥산동 848-1)          |                                         |
| 경산와촌우체국             |      | 경상북도 경산시 와촌면 금송로 410(덕촌리 63-2)     |                                         |
| 경산용성우체국             |      | 경상북도 경산시 용성면 용성당리1길 1(당리리 143-1) |                                         |
| 경산우방우편취급국         |      | 경상북도 경산시 대학로12길 9(정평동 138-12)        |                                         |
| 경산자인우체국             |      | 경상북도 경산시 자인면 금학로 8-17(동부리 12)      | 2012년 7월 2일 자인우체국에서 명칭 변경 |
| 경산중방동우체국           |      | 경상북도 경산시 경안로 216(중방동 848-10)          |                                         |
| 경산중산우편취급국         |      | 경상북도 경산시 경산로 261(중산동 568)             |                                         |
| 경산진량공단우체국         |      | 경상북도 경산시 진량읍 공단4로 153-10(신상리 1196) |                                         |
| 경산진량우체국             |      | 경상북도 경산시 진량읍 대학로 1057(신상리 1122-2)  | 2012년 7월 2일 진량우체국에서 명칭 변경 |
| 경산하양우체국             |      | 경상북도 경산시 하양읍 하양로 100(금락리 133-8)    | 2012년 7월 2일 하양우체국에서 명칭 변경 |
| 경일대학교우편취급국       |      | 경상북도 경산시 하양읍 가마실길 50(부호리33)       |                                         |
| 대구가톨릭대학교출장소     |      | 경상북도 경산시 하양읍 하양로 13-13                | 2014년 7월 7일 폐국                     |
| 대구가톨릭대학교우편취급국 |      | 경상북도 경산시 하양읍 하양로 13-13(금락리330)     |                                         |
| 대구한의대학교우편취급국   |      | 경상북도 경산시 한의대로 1(유곡동 290)             |                                         |
| 영남대학교우체국           |      | 경상북도 경산시 대학로 292                         | 2014년 7월 7일 폐국                     |
| 영남대학교우편취급국       |      | 경상북도 경산시 대학로 292(대동 214-1)             |                                         |

## 조직
- 영업과
  - 고객지원실
- 우편물류과
  - 운용실
  - 소포실
  - 집배실
- 지원과
- 경영지도실